# الصيمري
الْحُسَيْن بْن عَلِيّ الصَّيْمَري، (وُلِد 351 هـ/962 م في صَّيْمَرة، خوزستان - تُوفيّ 21 شوال، 436 هـ-1045 م في بغداد، العراق)، فقيه وقاضٍ وراوي حديث وإمام حنفي المذهب من العصر العباسي.

## اسمه ونسبه
هُوّ: أبو عبد الله الحسين بن علي بن محمد بن جعفر الصَّيْمَري الحنفي، يُنسب إلى صَّيْمَرة وهيّ منطقة في بلاد خوزستان.

## ما جاء عنه
وُلِد الصَّيْمَري عام 351 هـ/962 م في صَّيْمَرة من بلاد خوزستان ولكنه في طفولته انتقل مِنها إلى بغداد التي كانت آنذاك عاصمة العِلم والمُسلمين ومكان تجمُع أهل الدين والفِقه.
وهُناك أصبح شيخاً وإماماً للحنفيَّة وأصبح فقيهاً يلجأ إليه طُلاب العِلم من أجل التعلم، جعله الخليفة العباسي آنذاك قاضياً على المدائن ثُمّ أصبح قاضياً على ربع الكرخ وظل عليها قاضياً إلى أن مات.
ترجم له عدة مؤرخين مِثل الذهبي في سير أعلام النبلاء، وابن عساكر في تاريخ دمشق، وصلاح الدين الصفدي في كِتاب الوافي بالوفيات، وخير الدين الزركلي في كتاب الأعلام وكانت ترجمة خير الدين الزركلي مُجرد نقلاً لما ذكره المؤرخون من قبله.
قال ابن عساكر واصفاً إياه في ترجمته:
«كان أحد الفقهاء المذكورين من العراقيين، حسن العبارة جيد النظر.»
وفي موضع آخر يقول عنه:
«كان صدوقاً، وافر العقل، جميل المعاشرة، عارفا بحقوق أهل العلم، وكان قاضيًا عاقلاً خَيْرًا.»
وكان من جُملة ما قال عنه الذهبي:
«القاضي العلامة كان من كبار الفقهاء المناظرين، صدوقاً، وافر العقل.»
وقال عنه صلاح الدين الصفدي:
«الحسين بن علي بن محمد بن جعفر أبو عبد الله الصيمري سكن بغداد في صباه وتفقه أبي حنيفة[ ؟ ] وبرع في المذهب وولي قضاء المدائن وربع الكرخ وحدث عن جماعة.»

## روايته
روى عن أبي بكر المفيد الجرجاني، وأبي الفضل الزهري، وأبي بكر بن شاذان، وعلي بن حسان الدممي، وأبي حفص بن شاهين، والحسين بن مُحَمَّد بن سليمان الكاتب، وأبي حفص الكتاني، وأبي عبيد الله المرزباني، وعيسى بن عَلِيّ بن عيسى الوزير، وروى عنه الخطيب البغدادي، وعبد العزيز الكتاني، والقاضي أبو عبد الله الدامغاني، وآخرون.
ورُتبته صدوق حسن الحديث ، وقال الإمام الذهبي في عدالته:«كان ثقةً صاحب حديث.»
وقد أورد ابن عساكر في تاريخ دمشق حديثان من أحاديثان عن النبي محمد وأورد معهما الإسناد الكامل:
«عن طلحة بن عبيد الله  قَالَ : تَذاكرنا  لحم الصيد يأكلُهُ المُحْرِم، وَالنَّبِيُّ ﷺ نَائِمٌ ، فارتَفَعَت أصواتُنا، فاستيقظ، فقال: " فِيمَا تَنَازعُونَ ؟ " قُلنَا: فِي لَحْمِ الصَّيدِ ، فأمرَنا بأَكلِهِ.»
والحديث الآخر هُوّ:
«عن أبو بكر الصديق، قال: قال رسول الله ﷺ: " لا يَدخُلُ الجنة بخيلٌ، ولا خَبٌّ، ولا خائنٌ، وَلا سيئ الْمَلَكَةِ، وأنَّ أوّل من يقرعُ باب الجنة المملوك، والمَملُوكَةُ، فَاتَّقوا الله، وأحسِنُوا فيما بينكم وبَيْنَ اللَّهِ عز وجل، وفيما بينَكُم وبين موالِيكُم.»

## آثاره
له من الكُتُب ثلاث فقط وهم:
- مناقب الإمام أبي حنيفة.[7]
- مسائل الخلاف في أصول الفرق.[7]
- أخبار أبي حنيفة وأصحابه.[7]

## وفاته
قال الخطيب[ ؟ ]:
«مات الصيمري في ليلة الأحد 21 شوال سنة 436 هـ.»